# Il segreto di Joe Gould (romanzo)
Il segreto di Joe Gould (nella lingua originale Joe Gould's secret) è un romanzo biografico del giornalista Joseph Mitchell.
Nel 2000 il romanzo è stato adattato per il grande schermo dal regista e attore Stanley Tucci, che interpreta Joseph Mitchell. "Il segreto di Joe Gould" racconta la storia di Joe Gould, un eccentrico personaggio che sostenne di aver scritto il libro più lungo della storia, "La Storia Orale del Mondo Contemporaneo".

## Edizioni
- Joseph Mitchell, Il segreto di Joe Gould, Adelphi, collana Fabula, traduzione di Bona G., ISBN 8845910679